# Amtsgericht Meinersen

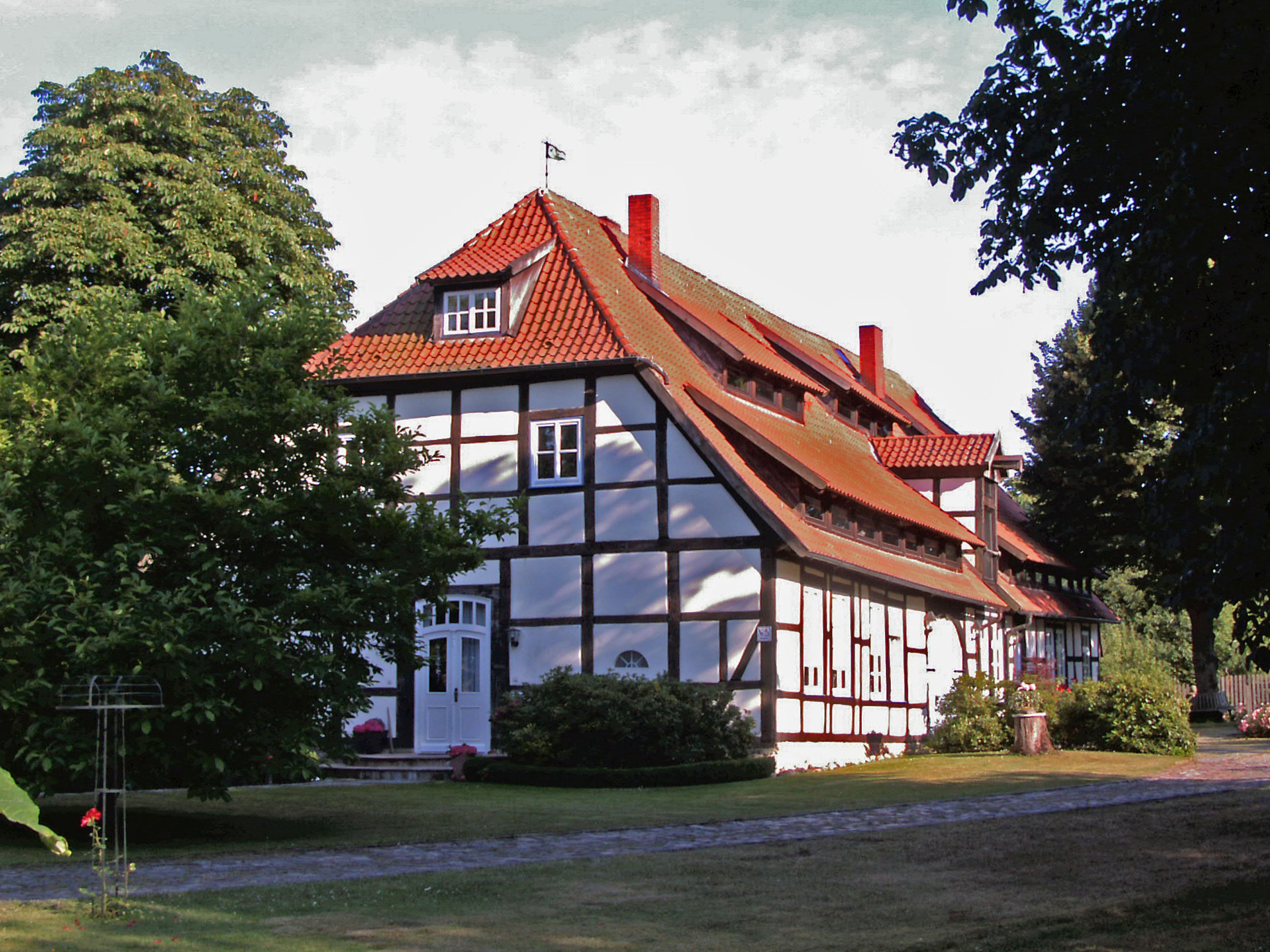
Ehemaliges Amtsgerichtsgebäude in Meinersen (2013)

Das Amtsgericht Meinersen war ein Gericht der ordentlichen Gerichtsbarkeit in Meinersen.
Nach der Revolution von 1848 wurde im Königreich Hannover die Rechtsprechung von der Verwaltung getrennt und die Patrimonialgerichtsbarkeit abgeschafft.
Das Amtsgericht wurde daraufhin mit der Verordnung vom 7. August 1852 die Bildung der Amtsgerichte und unteren Verwaltungsbehörden betreffend als königlich hannoversches Amtsgericht gegründet.
Es umfasste das Amt Meinersen.
Das Amtsgericht war dem Obergericht Celle untergeordnet. Mit der Annexion Hannovers durch Preußen wurde es zu einem preußischen Amtsgericht in der Provinz Hannover.
Am 1. April 1959 wurde das Amtsgericht Meinersen aufgelöst. Die zum Landkreis Gifhorn gehörenden Orte aus seinem Bezirk kamen zum Amtsgericht Gifhorn.
Das Gerichtsgebäude (Hauptstraße 2b) wurde vom Landkreis Gifhorn erworben und im April 1960 an die katholische Kirche vermietet, die in ihm noch im selben Jahr die Kapelle St. Maria Goretti einrichtete. Im Jahre 1977 baute sich die katholische Kirche ein eigenes Kirchengebäude, heute wird das ehemalige Gerichtsgebäude zu Wohnzwecken genutzt.